# Слабошпицкий, Михаил Федотович
Михаи́л Федо́тович Слабошпи́цкий (укр. Михайло Федотович Слабошпицький, 28 июля 1946, Марьяновка, Киевская область [ныне Черкасская область], УССР, СССР — 30 мая 2021, Киев, Украина) — украинский литературовед, критик, прозаик, общественный деятель. Лауреат Национальной премии Украины имени Тараса Шевченко (2005). Заслуженный работник культуры Украины (2008). Отец украинского кинорежиссёра и сценариста Мирослава Слабошпицкого. 

## Биография
Родился 28 июля 1946 года в селе Марьяновка Киевской (ныне Черкасской) области. Окончил факультет журналистики Киевского государственного университета имени Т. Г. Шевченко, работал корреспондентом, был редактором отдела критики газеты «Літературна Україна», главным редактором газеты «Вести с Украины», журнала «Вавилон-XX». Украинский диссидент Данило Кулиняк утверждал, что в 1972 году Михаил Слабошпицкий содействовал своими показаниями осуждению диссидента Владимира Рокецкого на пять лет лишения свободы.
Избирался секретарём правления Киевской организации Союза писателей Украины. С 1995 года — исполнительный директор Лиги украинских меценатов, директор издательства «Ярославов Вал». Сопредседатель координационного совета Международного конкурса по украинскому языку имени Петра Яцыка. С 2006 года секретарь совета Национального союза писателей Украины.
Жил в Киеве.
Умер 30 мая 2021 года после длительного онкологического заболевания. Был похоронен 2 июня на Байковом кладбище (участок № 33).
Сын Мирослав — известный кинорежиссёр.

## Творчество
Среди работ Слабошпицкого — документальная, публицистическая и биографическая проза, а также сказки, рассказы и повести для детей.
Автор книг «Поэт из ада (Тодось Осьмачка)», «Из голоса нашей Клио», «Украинские меценаты», «Пейзаж для Оранжевой революции», «Никифор Дровняк из Криницы», «Украинец, который отказался быть бедным, Пётр Яцык», «Не утерян украинский человек». Его роман-биография «Мария Башкирцева» выходил в переводах на русский и французский языки. В сентябре 2014 года презентовал новую книгу «Что записано в книгу жизни. Михаил Коцюбинский и другие».

## Премии
- Премия Александра Билецкого
- Премия Леси Украинки
- Премия Елены Пчилки
- Премия Михаила Коцюбинского
- Премия братьев Лепких
- Национальная премия Украины имени Тараса Шевченко (2005) — за роман-биографию «Поэт из ада»
- Заслуженный работник культуры Украины (2008)[7].